# Sorex gaspensis
Musaraigne de Gaspésie, Musaraigne de Gaspé
Espèce
Sorex gaspensis, communément appelé la Musaraigne de Gaspésie ou la Musaraigne de Gaspé, est une petite espèce d'insectivores de la famille des soricidés,. On retrouve cette musaraigne en Amérique du Nord dans l'Est du Canada. Seul un petit nombre de spécimens ont permis de connaître cette espèce. Elle est très proche de la Musaraigne longicaude (Sorex dispar) et certains auteurs pensent qu'elle n'en serait qu'une variété, notamment à cause de similitude dans la forme des crânes des deux espèces.

## Caractéristiques
La Musaraigne de Gaspésie est gris ardoise à l'année longue. Elle a une longueur de 9,4 à 12,7 cm incluant une queue de 4,1 à 5,6 cm de long. Ses pieds mesurent entre 10,5 et 12,5 mm. Les individus adultes ont un poids se situant entre 2,2 et 5,1 g.

## Alimentation
L'alimentation de la Musaraigne de Gaspésie est composée d'araignées et de coléoptères.

## Répartition et habitat
L'aire de répartition de la Musaraigne de Gaspésie se situe en Gaspésie au Québec, au Nouveau-Brunswick et en Nouvelle-Écosse au Canada.
On la retrouve dans les forêts de conifères et de feuillus le long des cours d'eau rapides. On la trouve sur les talus rocheux couverts de mousse.

## Conservation
L'espèce est rare et peu connue ; son statut serait vulnérable.

#### Ouvrage
- Jacques Prescott et Pierre Richard, Mammifères du Québec et de l'est du Canada, Waterloo (Québec), Éditions Michel Quintin, 2004, 400 p. (ISBN 2-89435-270-0)